# Underground 12
Underground 12 è il sedicesimo EP del gruppo musicale statunitense Linkin Park, pubblicato il 16 novembre 2012 dalla Machine Shop Recordings.

## Descrizione
Dodicesimo EP pubblicato dal fan club ufficiale del gruppo, LP Underground, Underground 12 è costituito da dieci demo realizzate dal gruppo tra il 1998 e il 2007. Tra di esse sono presenti le prime versioni di due brani pubblicati nel primo album in studio Hybrid Theory, Points of Authority e Forgotten.

## Tracce
Testi e musiche di Linkin Park, eccetto dove indicato.
1. Homecoming (Minutes to Midnight Demo) – 3:08
2. Points of Authority (Demo) – 3:04
3. Clarity (Minutes to Midnight Demo) – 3:05
4. Asbestos (Minutes to Midnight Demo) – 1:55
5. Bunker (Minutes to Midnight Demo) – 3:56
6. So Far Away (Unreleased 1998) – 2:53
7. Pepper (Meteora Demo) – 2:56
8. Debris (Minutes to Midnight Demo) – 3:23
9. Ominous (Meteora Demo) – 3:08
10. Forgotten (Demo) – 3:45 (Linkin Park, Mark Wakefield)

## Formazione
Hanno partecipato alle registrazioni, secondo le note di copertina:
Gruppo
- Chester Bennington – voce (tracce 2, 6 e 10)
- Mike Shinoda – rapping (2, 4, 8 e 10), voce (traccia 6), chitarra, pianoforte, tastiera, campionatore
- Brad Delson – chitarra; basso (traccia 2)
- Phoenix – basso
- Rob Bourdon – batteria
- Joe Hahn – campionatore, giradischi

Altri musicisti
- Kyle Christener – basso (traccia 6)
- Ian Hornbeck – basso (traccia 10)

Produzione
- Mike Shinoda – missaggio
- Mike Bozzi – mastering
- Frank Maddocks – direzione artistica, grafica
- Brandon Parvini – computer grafica